# 訃報 1991年
訃報 1991年（ふほう 1991ねん）は、1991年（平成3年）中に物故した人物をまとめたものである。詳細は月別訃報記事を参照のこと。

## 月別の訃報記事一覧
- 訃報 1991年1月
- 訃報 1991年2月
- 訃報 1991年3月
- 訃報 1991年4月
- 訃報 1991年5月
- 訃報 1991年6月
- 訃報 1991年7月
- 訃報 1991年8月
- 訃報 1991年9月
- 訃報 1991年10月
- 訃報 1991年11月
- 訃報 1991年12月

## 関連書籍
- 『現代物故者事典（1991 - 1993）』日外アソシエーツ、1994年5月25日。ISBN 978-4-8169-1233-7。
- 『現代物故者事典 総索引（昭和元年～平成23年）①政治・経済・社会篇』日外アソシエーツ、2012年10月1日。ISBN 978-4-8169-2383-8。
- 『現代物故者事典 総索引（昭和元年～平成23年）②学術・文芸・芸術篇』日外アソシエーツ、2012年11月1日。ISBN 978-4-8169-2384-5。